# Тараров, Владимир Николаевич
Влади́мир Никола́евич Тара́ров (род. 22 апреля 1960) — советский и российский дипломат. Чрезвычайный и полномочный посол (2022). 

## Биография
Окончил Московский государственный институт международных отношений (МГИМО) МИД СССР (1986). На дипломатической работе с 1986 года. Владеет португальским и французским языками.
- В 2010—2012 годах — начальник отдела Департамента общеевропейского сотрудничества МИД России.
- В 2012—2017 годах — заместитель директора Третьего Департамента стран СНГ МИД России.
- С 23 мая 2017 по 18 августа 2025 года — чрезвычайный и полномочный посол Российской Федерации в Анголе[1]. Верительные грамоты вручил 1 ноября 2017 года президенту Анголы Ж. Лоренсу[2][3].
- С 30 мая 2017 по 18 августа 2025 года — чрезвычайный и полномочный посол Российской Федерации в Сан-Томе и Принсипи по совместительству[4][3]. Верительные грамоты вручил 16 августа 2017 года президенту Сан-Томе и Принсипи Э. Карвалью[5].

В марте 2022 года один из лидеров ангольской оппозиционной партии УНИТА Абилио Камалата Нума высказался в поддержку Украины в противостоянии РФ и в этом контексте негативно упомянул позицию посла Владимира Тарарова.
- С 18 августа 2025 года — чрезвычайный и полномочный посол России в Мозамбике[7].
- С 18 августа 2025 года — чрезвычайный и полномочный посол России в Эсватини по совместительству[8].

## Дипломатический ранг
- Чрезвычайный и полномочный посланник 2 класса (29 мая 2015)[9].
- Чрезвычайный и полномочный посланник 1 класса (11 июня 2019)[10].
- Чрезвычайный и полномочный посол (10 февраля 2022)[11].

## Награды
- Орден Дружбы (21 ноября 2024) — за большой вклад в реализацию внешнеполитического курса Российской Федерации и многолетнюю добросовестную дипломатическую службу[12].